# Theodor Rus
Theodor Rus  a fost un deputat în Marea Adunare Națională de la Alba Iulia, organismul legislativ reprezentativ al „tuturor românilor din Transilvania, Banat și Țara Ungurească”, cel care a adoptat hotărârea privind Unirea Transilvaniei cu România, la 1 decembrie 1918.:p. 189

## Activitatea politică
Ca deputat în Adunarea Națională din 1 decembrie 1918 a reprezentat, ca delegat supleant la Marea Adunare Națională de la Alba Iulia, fiind împuternicit de către Consiliul comunal Inău, azi Fundătura, comuna Iclod.:p. 71